# Turtur afer
Turtur afer là một loài chim trong họ Columbidae.